# Matt Anderson
Matthew John Anderson, más conocido como Matt Anderson, es un jugador profesional de voleibol estadounidense.  Forma parte de la Selección masculina de voleibol de los Estados Unidos, medallista de bronce en los Juegos Olímpicos de Río 2016 y París 2024.
Es cuatro veces ganador de la Liga de Campeones con el VK Zenit Kazán ruso desde la temporada 2014-15 hasta la 2017-18 y segundo lugar en la 2018-19. Ganador también del Campeonato Mundial de Clubes de la FIVB en 2017 y subcampeón en 2015 y 2016.

## Promociones
- Copa Mundial 2015 - Jugador Más Valioso
- El mejor jugador de voleibol de Estados Unidos - 2013